# ふれあいの道
ふれあいの道（ふれあいのみち）は、1987年10月から1998年9月まで、中国地方のTBS系列局の中国放送・山陽放送・山陰放送・テレビ山口で放送されていたブロックネットのドキュメンタリー番組。
放送時間は毎週日曜日10時から10時15分。スポンサーはNTT中国グループ。
| スタブアイコン | サブスタブ | この項目は、まだ閲覧者の調べものの参照としては役立たない、テレビ番組に関連した書きかけの項目です。この項目を加筆・訂正などしてくださる協力者を求めています（P:テレビ/PJ:放送または配信の番組）。 |